# Unforgettable: Zapisane w pamięci
Unforgettable: Zapisane w pamięci  (ang. Unforgettable) – amerykański serial kryminalny, nadawany przez stację CBS od 20 września 2011 roku. W Polsce premiera serialu odbyła się 8 listopada 2011 na kanale AXN. Serial był wyprodukowany przez CBS Television Studios i Sony Pictures Television. Jego fabuła oparta jest na opowiadaniu J. Roberta Lennona pod tytułem The Rememberer.

## Opis fabuły
Była policjantka, Carrie Wells (Poppy Montgomery) ma fenomenalną fotograficzną pamięć. Gdy Carrie zostaje policyjną konsultantką, jej niezwykła pamięć staje się kluczowym elementem w skomplikowanych śledztwach.

## Obsada
- Poppy Montgomery jako Carrie Wells
- Dylan Walsh jako Al Burns
- Kevin Rankin jako Roe Sanders (1. sezon)
- Michael Gaston jako Mike Costello (1. sezon)
- Daya Vaidya jako Nina Inara (1. sezon)
- James Hiroyuki Liao jako Jay Lee (sezony 2-4)
- Dallas Roberts jako Eliot Delson (sezony 2 i 3, gościnnie w 2 pierwszych odcinkach 4. sezonu[1])
- Tawny Cypress jako Cherie Rollins-Murray (sezony 2 i 3)
- Jane Curtin jako Joanne Webster (sezony 2 i 3)

## Odcinki
| Sezon | Sezon | Odcinki | Oryginalna emisja | Oryginalna emisja |
| Sezon | Sezon | Odcinki | Premiera sezonu   | Finał sezonu      |
| ----- | ----- | ------- | ----------------- | ----------------- |
|       | 1     | 22      | 20 września 2011  | 5 maja 2012       |
|       | 2     | 13      | 28 lipca 2013     | 9 maja 2014       |
|       | 3     | 13      | 29 czerwca 2014   | 14 września 2014  |
|       | 4     | 13      | 27 listopada 2015 | 22 stycznia 2016  |

## Produkcja
Serial został prolongowany do drugiego sezonu, który rozpoczął emisję 28 lipca 2013 roku. Stacja CBS, dając szansę serialowi, zadecydowała, że nastąpią poważne zmiany w stałej obsadzie sezonu i usunięto trzech aktorów (Rankin, Gaston, Vaidya), przyjmując na ich miejsce nowych, z których troje (Roberts, Cypress, Curtin) zostało w serialu na dwa kolejne sezony, a jeden (Liao) pozostanie również w 4. sezonie.
CBS oficjalnie zamówiło 3. sezon Unforgettable: Zapisane w pamięci, który był emitowany latem 2014 roku. 10 października 2014 roku stacja ogłosiła zakończenie produkcji serialu na 3. sezonie. Jednak w lutym 2015 r. stacja A&E ogłosiła przejęcie serialu i produkcję 4. sezonu, która rozpoczęła się w maju 2015 r. Z powodu niepewności co do kontynuacji serialu, troje aktorów z głównej obsady opuściło produkcję. Sezon czwarty rozpocznie się 27 listopada 2015.
17 lutego 2016 roku, stacja A&E postanowiła nie zamawiać 5 sezonu serialu